# Ендрю Сміт (хокеїст на траві)
Ендрю Сміт (англ. Andrew Smith, 1 листопада 1978) — австралійський хокеїст на траві.
Бронзовий призер Олімпійських Ігор 2008 року.
Срібний призер Чемпіонату світу 2002 року.
Переможець Трофею чемпіонів 2005, 2008 років, срібний призер 2007 року.